# 18301 Konyukhov
18301 Konyukhov è un asteroide della fascia principale. Scoperto nel 1979, presenta un'orbita caratterizzata da un semiasse maggiore pari a 2,2534433 UA e da un'eccentricità di 0,1782181, inclinata di 3,24645° rispetto all'eclittica.